# Amtsgericht Stockach
Das Amtsgericht Stockach ist ein Gericht der ordentlichen Gerichtsbarkeit und eines von sieben Amtsgerichten (AG) im Bezirk des Landgerichts Konstanz.

## Gerichtssitz und -bezirk
Sitz des Gerichts ist Stockach. Der Gerichtsbezirk erstreckt sich auf die Städte und Gemeinden Bodman-Ludwigshafen, Eigeltingen, Hohenfels, Mühlingen, Orsingen-Nenzingen und Stockach. In ihm leben circa 32.000 Menschen. Zuständig ist das Amtsgericht Stockach wie jedes Amtsgericht erstinstanzlich für Zivil- und Strafsachen, außerdem für alle Vollstreckungssachen bei Wohnsitz des Schuldners im Gerichtsbezirk. Familien- und Insolvenzverfahren sowie die Immobiliarvollstreckung aus dem Gerichtsbezirk werden vom Amtsgericht Konstanz wahrgenommen; Landwirtschaftssachen erledigt das Amtsgericht Singen. Das Vereins-, das Handels- und das Partnerschaftsregister werden beim Amtsgericht Freiburg geführt. Mahnverfahren finden in Baden-Württemberg zentral am Amtsgericht Stuttgart statt.

## Organisation
Geleitet wird das Amtsgericht Stockach vom Direktor des Amtsgerichts, Axel Beck. Dem Amtsgericht Stockach unmittelbar übergeordnet ist das Landgericht Konstanz. Zuständiges Oberlandesgericht ist das Oberlandesgericht Karlsruhe.